# Bolboceras birmanicus
Bolboceras birmanicus es una especie de coleóptero de la familia Geotrupidae.

## Distribución geográfica
Habita en Birmania.